# Jiří Navrátil

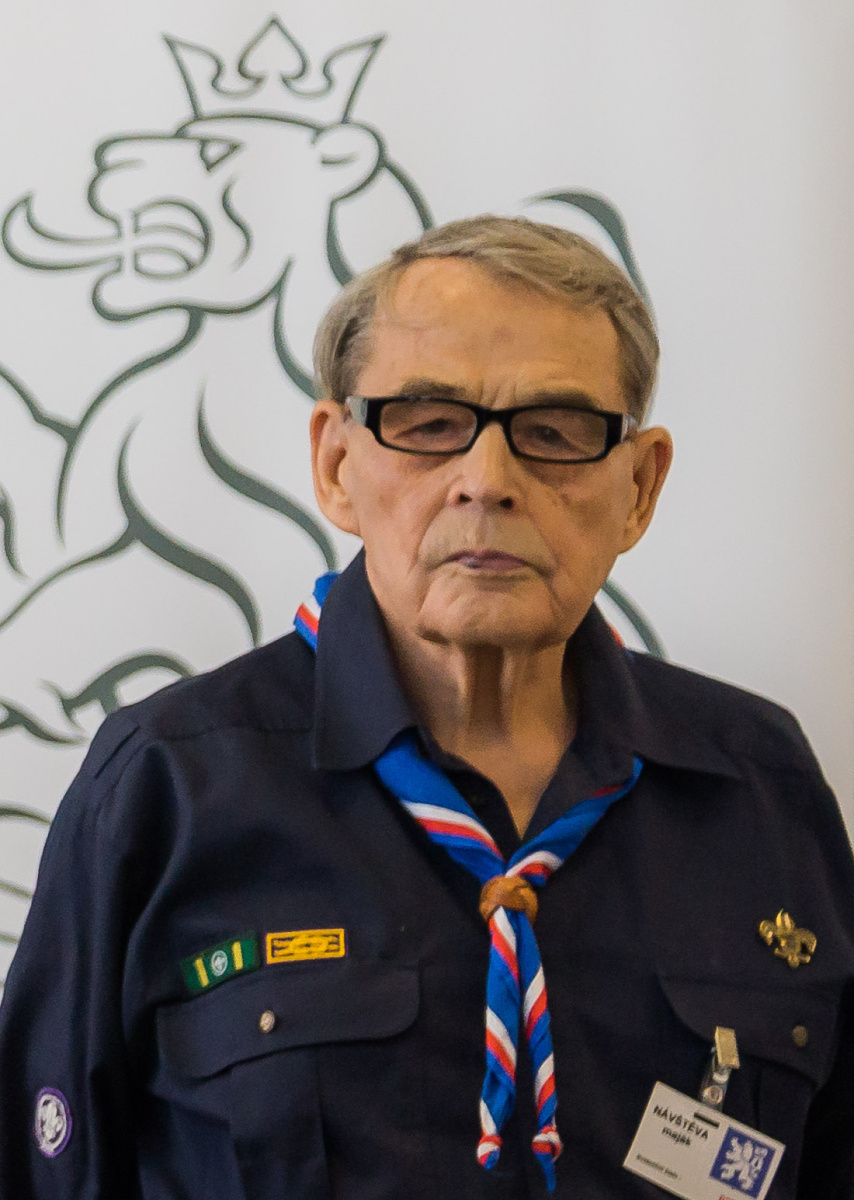
Jiří Navrátil (2015)

Jiří Navrátil (* 10. September 1923 in Leipzig; † 16. Januar 2017 in Prag) war tschechischer Übersetzer, Publizist und bedeutender Pfadfinder, der alle drei Verbote und Neugründungen des Junák, der größten tschechischen Pfadfinderorganisation, erlebte. Er beteiligte sich am Widerstand gegen die Nazi-Besetzung des Landes und nahm im Mai 1945 am Prager Aufstand teil. 1949 wurde er für seine Beteiligung an einem missglückten  Aufstand gegen das kommunistische Regime zu 20 Jahren verurteilt; er verbrachte sie als Zwangsarbeiter im Uranbergbau und in anderen Gefängnissen für politische Häftlinge. 1960 wurde er amnestiert.
1992 wurde Navrátil zum Präsidenten des tschechischen Pfadfinderbundes gewählt, nach 2000 bis zu seinem Tod wirkte er als dessen erster Vizepräsident.

## Leben
Navrátil wurde in Leipzig geboren, wo sein Vater als Konsul der Tschechoslowakei tätig war. Seit der dritten Klasse lebte er mit seinen Eltern in Stuttgart, wohin sein Vater ebenfalls als Konsul arbeitete. Dort besuchte Navrátil zwei Jahre lang eine Waldorfschule. Die Grundschule beendete er in Prag. Dann studierte er am Gymnasium in Bučovice und nach der Rückkehr seines Vaters aus Deutschland in Prag.
1937 trat er in den Pfadfinderbund in Prag ein. Er wurde Mitglied des vom Schriftsteller Jaroslav Foglar geleiteten Pfadfinderstammes. Nach dem Pfadfinder-Verbot in 1940 arbeitete der Stamm illegal im Rahmen des Klubs Tschechischer Touristen weiter.
1944 wurde er zusammen mit anderen Pfadfinderleitern von der Gestapo verhaftet – nachdem die Pfadfindergruppe es ablehnte, bei einem Stadionbesuch mit Hitlergruß zu grüßen und stattdessen später, durch Prag marschierend, patriotische Losungen sangen. Mithilfe von Morsezeichen gelang es ihnen, ihre Aussagen zu koordinieren, sodass die meisten dem Konzentrationslager entgehen konnten. Navrátil wurde der Organisation Todt zugeordnet, er flüchtete jedoch und verbarg sich bis Ende des Krieges. 1945 nahm er am Prager Aufstand teil.
Nach 1945 studierte Navrátil Jura in Prag. Nach der kommunistischen Machtergreifung von 1948 wurde ihm als einem Pfadfinderfunktionär das Studium an der Karls-Universität verboten. 1949 nahm Navrátil mit anderen Pfadfindern an einem antikommunistischen Aufstand teil. Er sollte mit den Pfadfindern die Verbindung zwischen einzelnen Teilen der „Militärgruppe Praha–Žatec“ aufrechterhalten, die, geleitet vom General Karel Kutlvašr, einen militärischen Aufstand durchführen sollte. Die Geheimpolizei verfolgte allerdings die Vorbereitungen und nahm viele Pfadfinder fest. Die Verhafteten wurden während der Verhöre einem physischen wie psychischem Druck ausgesetzt. Wieder mithilfe von Morsezeichen und anderen Hilfsmitteln, gelernt in den Pfadfinderstammen, gelang es ihnen, die Namen der meisten beteiligten Pfadfinder und die Angaben über ihre Tätigkeit nicht preiszugeben. Das Regime organisierte einen „Pfadfinder-Schauprozess“. Navrátil wurde wegen Hochverrats zu 20 Jahren Haft verurteilt.
Die verurteilten Pfadfinder wurden dann in eines Uranbergbau-Lager in Jáchymov übergeführt. Dort gründeten sie einen (illegalen) Stamm, der umfangreiche Aktivitäten im Lager durchführte: sie vermittelten Nachrichten und Verbindungen mit den Familien, sorgten für Medikamente, organisierten geheime Vorlesungen und Messen, Sprachkurse und gründeten sogar einen eigenen „Verlag“, der den ersten tschechischen Samisdat herausgab. Im Lager bekam Navrátil eine schwere Nierenentzündung und wurde deshalb in andere Gefängnisse verlegt. Er wurde unter anderem in den berüchtigten Gefängnissen Strafanstalt Mírov, Gefängnis Bory und Gefängnis Leopoldov festgehalten. 1960 wurde er im Rahmen einer Amnestie aus Leopoldov entlassen.
In den nächsten Jahren arbeitete Jiří Navrátil in verschiedenen Hilfskraftsberufen (Putzer von Swimming-Pools u. ä.). Daneben lebte er von Übersetzungen (die er unter Decknamen machen musste), später schrieb er Beiträge für die Sendungen des Tschechoslowakischen Rundfunks. 1968 wurde er Mitglied der Redaktion einer neuen Wochenschrift Doba (Epoche). Nach der Einstellung der Zeitschrift arbeitete er als freier Journalist und übersetzte auch weiter aus dem Deutschen, Englischen und Französischen.
Im Dezember 1989 wurde er für halbes Jahr Chefredakteur der Tageszeitung Lidová demokracie. Gleichzeitig wurde er Mitglied des Zentralrats des Junák und 1992 wurde er zu dessen  Präsidenten gewählt.
Navrátil heiratete Běla geb. Válková, Tochter seines Mithäftlings František Válek, die er nach seiner Rückkehr aus Gefängnis kennenlernte. 1977 wurde sein Sohn Tomáš geboren.
Navrátil starb 2017 im Alter von 93 Jahren.

### Auszeichnung
2002 wurde Navrátil mit dem 292. Bronze Wolf ausgezeichnet, der einzigen Auszeichnung der World Organization of the Scout Movement, die für herausragende Leistungen durch die weltweite Pfadfinderbewegung verliehen wird.